# فيتور مورينو
فيتور مورينو (بالبرتغالية: Vítor Moreno‏) هو لاعب كرة قدم برتغالي في مركز الدفاع، ولد في 29 نوفمبر 1980 في لشبونة في البرتغال. شارك مع منتخب الرأس الأخضر لكرة القدم. أما مع النوادي، فقد لعب مع أتليتيكو كلوب دي برتغال وأونياو ليريا وإستريلا دا أمادورا وإشتوريل برايا وفيتوريا دي غيماريش ونادي بايرنسيه ونادي سبتة.

## وصلات خارجية
- فيتور مورينو على موقع الاتحاد الدولي (مؤرشف)  (الإنجليزية)
- فيتور مورينو على موقع قاعدة بيانات كرة القدم.إي يو (الإنجليزية)
- فيتور مورينو على موقع ناشيونال فوتبول تيمز (الإنجليزية)
- فيتور مورينو على موقع Soccerway.com (الإنجليزية)